# Делштет (Тирингија)
Делштет (њем. Döllstädt) општина је у њемачкој савезној држави Тирингија. Једно је од 57 општинских средишта округа Гота. Према процјени из 2010. у општини је живјело 1.187 становника. Посједује регионалну шифру (AGS) 16067011.

## Географски и демографски подаци
Делштет се налази у савезној држави Тирингија у округу Гота. Општина се налази на надморској висини од 200 метара. Површина општине износи 13,4 km². У самом мјесту је, према процјени из 2010. године, живјело 1.187 становника. Просјечна густина становништва износи 89 становника/km².